# Ha Jin
Jīn Xuěfēi (21 de febrer del 1956, Liaoning, Xina) és un escriptor amb la doble nacionalitat xinès-estatunidenca. Utilitza com a nom de ploma el pseudònim de Ha Jin (哈金), com és més conegut internacionalment. Ha aconseguit diversos premis de reconegut prestigi com el rebut per l'Acadèmia Americana de les Arts i les Ciències el 2006, el Premi Faulkner el 2005 o el National Book Award el 1999, a més d'haver estat finalista en els Premis Pulitzer de 2005. Actualment imparteix classes de llengua i literatura anglesa a la Universitat de Boston.
El seu pare era oficial de l'exèrcit i, en Ha Jin, als tretze va ser reclutat durant anys en l'Exèrcit d'Alliberament Popular, estant present en la Revolució Cultural xinesa de 1969. Autodidacta, va començar a aprendre pel seu compte literatura xinesa i després va entrar a l'escola amb setze anys. Va abandonar l'exèrcit quan tenia dinou anys, i va entrar a la Universitat de Heilongjiang on va llicenciar-se en anglès; tot seguit va obtenir la titulació en literatura angloamericana a la Universitat de Shandong. Va abandonar la Xina el 1984 amb destinació als Estats Units, on va continuar els seus estudis. Va ingressar a la Universitat de Brandeis el mateix any. Als Estats Units ha desenvolupat tota la seva carrera professional docent i artística, escrivint poesia i novel·la. La major part dels seus relats els ocupa la seva Xina natal, tot i que escriu íntegrament en anglès.
També ha escrit relats que han rebut notables guardons internacionals com el Hemingway Foundation/PEN Award per Ocean of Words, el Flannery O'Connor Award per Under the Red Flag i el Asian American Literary Award per The Bridgegroom. Ha escrit també quatre novel·les: L'Espera, que va aconseguir el National Book Award i el Premi Faulkner; En l'estany; Ombres del passat; Despulles de Guerra, vencedora també en els Premi Faulkner i finalista del Pulitzer en 2005; i Una vida lliure.

## Obra publicada
| Poesia- Between Silences (1990) - Facing Shadows (1996) - Ways of Talking (1996) - Wreckage (2001) - Missed Time - The Past Històries curtes- Ocean of Words (1996) - Under the Red Flag (1997) - The Bridegroom (2000) - A Good Fall (2009) - In Broad Daylight - Saboteur | Novel·les- In the Pond (1998) - Waiting (1999) - The Crazed (2002) - War Trash (2004) - A Free Life (2007) - Nanjing Requiem (2011) - A Map of Betrayal (2014) - The Boat Rocker (2016) Assaig- The Writer as Migrant (2008) |

## Premis i reconeixements
- Premi de l'Acadèmia Americana de les Arts i les Ciències (2006);
- Premi Faulkner (2005);
- Townsend Prize for Fiction (2002);
- Asian American Literary Award (2001);
- Lila Wallace-Reader’s Digest Fellowship (2000-2002);
- Premi Faulkner (2000);
- Guggenheim Fellowship (1999);
- National Book Award (1999);
- Hemingway Foundation/PEN Award (1997);
- Flannery O'Connor Award for Short Fiction (1996)